# NGC 242
NGC 242 هو عنقود مفتوح، في كوكبة الطوقان.

## روابط خارجية
- NGC 242 على موقع ويكي سكاي: DSS2, SDSS, GALEX, IRAS, Hydrogen α, X-Ray, Astrophoto, Sky Map, Articles and images